# Kandalaksja

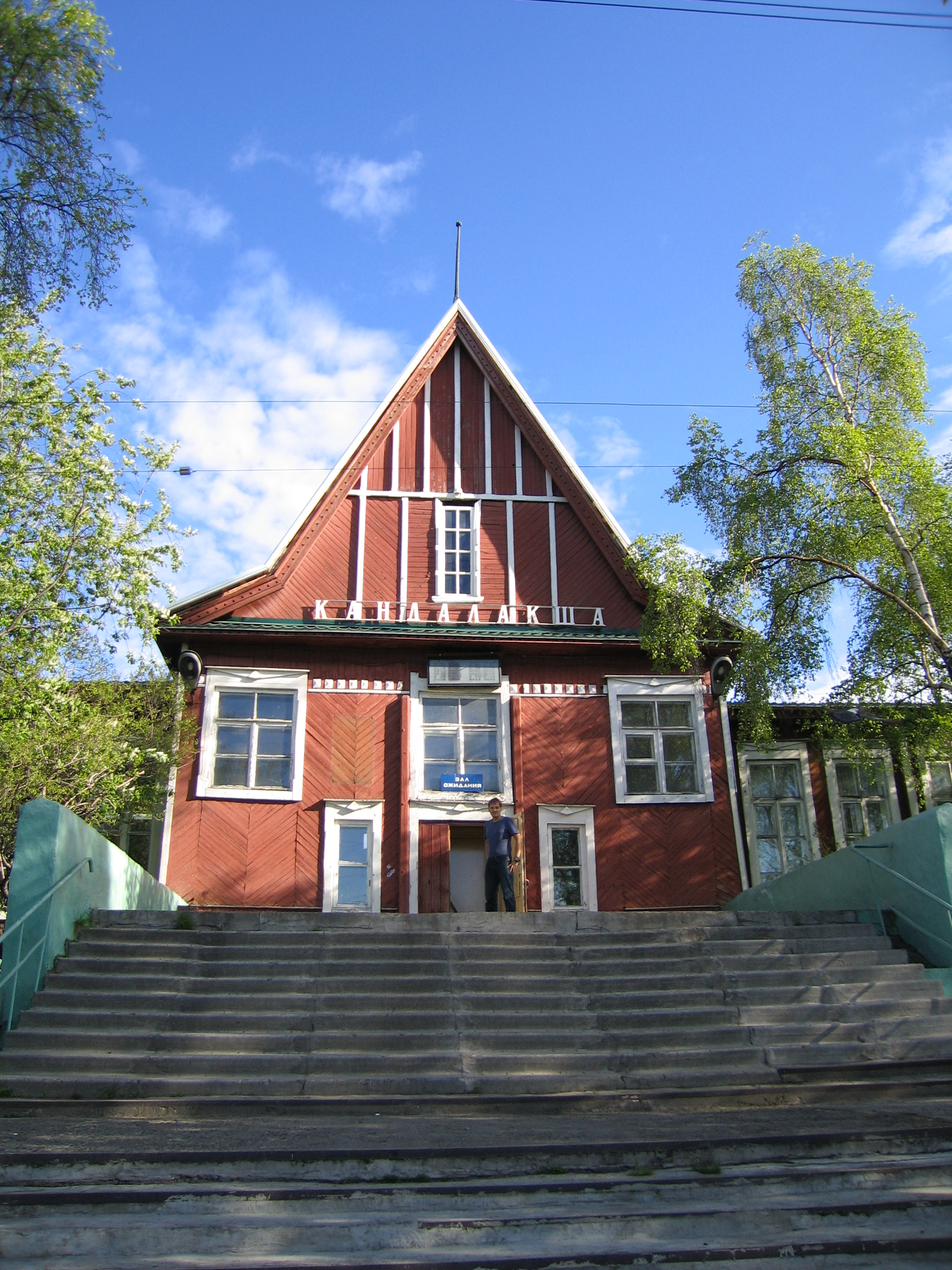
Kandalaksjas järnvägsstation

Kandalaksja (Kandalax, Candalax på gamla kartor; ryska: Кандалакша; finska: Kannanlahti) är en stad i Murmansk oblast, på sydsidan av Kolahalvön i nordvästra Ryssland. Den ligger nära gränsen till Finland strax norr om polcirkeln vid Vita havet. Staden ligger vid Kandalaksjabukten, där floden Niva faller ut i Vita havet. Den tillhör administrativt Murmansk oblast och har cirka 33 000 invånare.
Bosättningen på platsen har funnits sedan 1000-talet. På 1200-talet blev området del av republiken Novgorod. År 1478 annekterades området av Moskvariket. Staden grundades år 1526 och är bland de äldsta på Kolahalvön. År 1915 börjades bygget av en hamn, och 1918 öppnades en järnväg som via Kandalaksja förband Murmansk med Moskva.
Kandalaksja är belägen vid Vita havet och har en intressant och stor skärgård. Huvudnäringen utgörs av fiske och metallindustri. Naturtillgångarna upptäcktes 1932 och idag finns där ett stort aluminiumsmältverk och gruvindustri.
Kandalaksja är vänort med Kemijärvi i Finland och Piteå kommun i Sverige. Som ett erkännande av vänortsutbytet städerna emellan finns en gata i Kandalaksjas innerstad som heter Piteågatan. På motsvarande sätt finns i Piteå Kandalaksja-promenaden.
Under andra världskriget var Kandalaksja för den icke framgångsrika tysk-finländska framstöten i juli 1941 mot den strategiskt viktiga Murmanskjärnvägen.